# Art School Confidential (película)
Art School Confidential es una película estadounidense de comedia dramática de 2006 dirigida por Terry Zwigoff y basada en el cómic del mismo título escrito por Daniel Clowes. Este filme es el segundo trabajo de Zwigoff y Clowes juntos tras Ghost World (2001). El reparto incluye a Max Minghella, Sophia Myles, John Malkovich, Jim Broadbent y Anjelica Huston, además de un cameo de Steve Buscemi. 

## Sinopsis
Jerome Platz (Minghella) es un joven e inusual artista quien es aceptado por Strathmore Institute, un prestigioso instituto artístico de Nueva York. Es cuando conoce a la chica de sus sueños (Sophia Myles) cuando desespera en impresionarla con su talento. Pero en el feroz mundo del arte, Jerome tiene mucho en que preocuparse, incluyendo favoritismo, instructores hipócritas, etc. Todo empeora cuando un asesino serial aterroriza el campus.

## Reparto
- Max Minghella - Jerome
- Sophia Myles - Audrey
- John Malkovich - Prof. Sandiford
- Jim Broadbent - Jimmy
- Matt Keeslar - Jonah
- Ethan Suplee - Vince
- Joel David Moore - Bardo
- Nick Swardson - Matthew
- Adam Scott - Marvin Bushmiller
- Anjelica Huston - Profesor de historia del arte
- Ezra Buzzington - Leslie
- Steve Buscemi (sin acreditar) - Broadway Bob D'Annunzio

## Recepción
[Art School Confidential] fue recibida muy negativamente tanto en la taquilla como por la crítica. Todo el mundo odiaba esa película. No pensé que fuera tan mala. Al menos en comparación con toda esa otra mierda que hay, en fin. Ciertamente fue tan buena como cualquier película en el mercado. Y no digo que sea una gran película. Solo digo que es mejor que la mayoría de la basura.
Terry Zwigoff en 2012.

Art School Confidential recibió reseñas mixtas de los críticos. El agregador de reseñas Rotten Tomatoes indica que el 36 % de los 138 críticos de cine le dieron una calificación positiva, con un puntaje promedio de 5,45 sobre 10. El consenso de los críticos del sitio dice: «La misantropía de Art School Confidential es demasiado amarga, sus objetivos demasiado planos y cliché, y Clowes y Zwigoff tropiezan al intentar construir una historia en torno a la premisa». Metacritic, que asigna una puntuación media ponderada de 100 a las reseñas de los críticos principales, le da a la película una puntuación de 54 según 42 reseñas.